# José Luis Cabión
José Luis Cabión Dianta (San Antonio, Chile, 14 de noviembre de 1983) es un exfutbolista chileno que jugaba en la posición de volante de contención. Su último club fue Deportes Melipilla de la Primera B de Chile. 
Actualmente es concejal de la comuna de Melipilla.

## Trayectoria
Fue el capitán de Deportes Melipilla, en donde jugó desde 2004 hasta el Torneo de Apertura 2007. Fue transferido a Colo-Colo, y debutó el 12 de julio de 2007 en un amistoso frente a la Universidad de Chile en el Estadio La Portada.
El 31 de enero de 2013 firmó su vínculo con el Neftchi Baku de Azerbaiyán, el cual es por 6 meses e incluye una renovación opcional por un año adicional. Es la primera experiencia fuera del país para el jugador.

### Política
En las elecciones municipalesde 2021 es electo como concejal por la comuna de Melipilla.
Fue reelecto en el cargo durante las elecciones de 2024.

## Selección nacional
Participó por la Selección de fútbol de Chile en la Copa América 2007.

### Participaciones en Copa América
| Torneo            | Sede      | Resultado        | PJ |
| ----------------- | --------- | ---------------- | -- |
| Copa América 2007 | Venezuela | Cuartos de final | 1  |

### Partidos internacionales
| Partidos internacionales | Partidos internacionales | Partidos internacionales                                   | Partidos internacionales | Partidos internacionales | Partidos internacionales | Partidos internacionales | Partidos internacionales | Partidos internacionales | Partidos internacionales |
| N.º                      | Fecha                    | Estadio                                                    | Local                    | Resultado                | Visitante                | Goles                    | Asistencias              | DT                       | Competición              |
| ------------------------ | ------------------------ | ---------------------------------------------------------- | ------------------------ | ------------------------ | ------------------------ | ------------------------ | ------------------------ | ------------------------ | ------------------------ |
| 1                        | 9 de mayo de 2007        | Estadio Municipal Rubén Marcos Peralta, Osorno, Chile      | Chile                    | 3-0                      | Cuba                     |                          |                          | Nelson Acosta            | Amistoso                 |
| 2                        | 16 de mayo de 2007       | Estadio Germán Becker, Temuco, Chile                       | Chile                    | 2-0                      | Cuba                     | Anotado                  |                          | Nelson Acosta            | Amistoso                 |
| 3                        | 23 de mayo de 2007       | Estadio Sylvio Cator, Kingston, Haití                      | Haití                    | 0-0                      | Chile                    |                          |                          | Nelson Acosta            | Amistoso                 |
| 4                        | 2 de junio de 2007       | Estadio Ricardo Saprissa, Tibás, Costa Rica                | Costa Rica               | 2-0                      | Chile                    |                          |                          | Nelson Acosta]]          | Amistoso                 |
| 5                        | 5 de junio de 2007       | Independence Park, Kingston, Jamaica                       | Jamaica                  | 0-1                      | Chile                    |                          |                          | Nelson Acosta            | Amistoso                 |
| 6                        | 7 de julio de 2007       | Estadio José Antonio Anzoátegui, Puerto La Cruz, Venezuela | Chile                    | 1-6                      | Brasil                   |                          |                          | Nelson Acosta            | Copa América 2007        |
| Total                    | Total                    | Total                                                      | Presencias               | 6                        | Goles                    | 0                        |                          |                          |                          |

| Selección chilena | Selección chilena | Selección chilena |
| Año               | Partidos          | Goles             |
| ----------------- | ----------------- | ----------------- |
| 2007              | 6                 | 0                 |
| Total             | 6                 | 0                 |

## Clubes
| Club               | País       | Año       |
| ------------------ | ---------- | --------- |
| Deportes Melipilla | Chile      | 2004-2007 |
| Colo-Colo          | Chile      | 2007-2008 |
| Everton            | Chile      | 2008      |
| Santiago Morning   | Chile      | 2009      |
| Cobresal           | Chile      | 2010      |
| Colo-Colo          | Chile      | 2011      |
| Cobresal           | Chile      | 2011-2012 |
| Neftchi Baku       | Azerbaiyán | 2013      |
| Rangers de Talca   | Chile      | 2013-2015 |
| Stgo. Morning      | Chile      | 2014      |
| Cobresal           | Chile      | 2015-2017 |
| Deportes Melipilla | Chile      | 2018-2022 |

## Palmarés

### Campeonatos nacionales
| Título             | Club               | País       | Año     |
| ------------------ | ------------------ | ---------- | ------- |
| Primera B          | Deportes Melipilla | Chile      | 2004    |
| Primera B          | Deportes Melipilla | Chile      | 2006    |
| Primera División   | Colo-Colo          | Chile      | 2007-C  |
| Copa de Azerbaiyán | Neftchi Baku       | Azerbaiyán | 2012–13 |